# Homoneura koreana
Homoneura koreana er en tovingeart som er beskrevet af Papp 1984. Homoneura koreana indgår i slægten Homoneura, og familien løvfluer.
Arten lever i Nordkorea. Ingen underarter kendes.